# Ulf Liszkowski

Ulf Liszkowski (* 1976) ist ein deutscher Psychologe.

## Leben
Er erwarb 2001 den Master of Science in Developmental Neuropsychology an der University of Essex, 2002 das Diplom in Psychologie an der Universität Hamburg und 2006 den Dr. rer. nat. an der Universität Leipzig. Seit September 2012 ist er Professor für Entwicklungspsychologie an der Universität Hamburg.
Seine Forschungsschwerpunkte sind Ursprünge und die Entwicklung sozialer Interaktionen, das soziale Denkens und sozialer Kommunikation.